# 2022 en Afrique
Cette page concerne l'année 2022 du calendrier grégorien en Afrique, sauf dans les pays ayant leur propre article.

## Événements

### Janvier
- 2 janvier :
  - démission de Abdallah Hamdok, premier ministre du Soudan ;
  - incendie du Parlement sud-africain au Cap.
- 8 janvier : frappe aérienne de Dedebit dans la région du Tigré, en Éthiopie.
- 23 et 24 janvier : coup d'État au Burkina Faso : le président Roch Marc Christian Kaboré est renversé à la suite d'une mutinerie de soldats entraînant la prise du pouvoir par l'armée, qui met en place une junte militaire de transition sous le nom Mouvement patriotique pour la sauvegarde et la restauration (MPSR), dirigée par un militaire, le lieutenant-colonel Paul-Henri Sandaogo Damiba[1].
- 24 janvier : au Cameroun, huit personnes sont mortes et trente-huit personnes blessées, dans un mouvement de foule à l’entrée du stade d’Olembé de Yaoundé lors d'un match de la CAN 2022[2].

### Février
- 1er février : en Guinée-Bissau, le président Umaro Sissoco Embaló et son gouvernement sont victimes d'une tentative de coup d'État.
- 2 février : plus de soixante réfugiés sont massacrés à Plaine Savo, en république démocratique du Congo, par des insurgés de la CODECO.
- 5 février :
  - élections sénatoriales en Algérie ;
  - après l'île Maurice et la Réunion, le cyclone Batsirai frappe Madagascar et fait 122 morts.
- 6 février : le Sénégal remporte la coupe d'Afrique des nations de football 2021 face à l’Égypte.
- 8 février : 
  - au Mali, une opération conjointe des Forces armées maliennes et de la Force opérationnelle Takuba dirigée par la France tue au moins 30 djihadistes. Un avion de chasse Mirage 2000 a été impliqué dans l'opération, bombardant un groupe de terroristes à moto[3].
  - au Bénin, des rangers et des soldats béninois sont attaqués dans un parc national du Nord ; un Français perd la vie dans l’embuscade[4].
- 18 février : 
  - après qu'au moins 40 civils aient été tués la semaine précédente dans 3 attaques menées par l'État islamique dans le Grand Sahara dans les environs de Tessit, l'aviation malienne bombarde un camp terroriste près des frontières avec le Burkina Faso et le Niger, suivi de combats au sol entre les djihadistes et l'Armée malienne ; selon l'Armée malienne, 57 terroristes et 8 soldats sont morts dans les affrontements[5].
  - Au Niger, Sept enfants sont tués et cinq autres sont blessés lors d'une frappe aérienne de l'armée de l'air nigériane dans la région de Maradi au Niger. L'armée a rapporté que la frappe aérienne était le résultat "d'une erreur à la frontière"[6].
- 21 février : au Burkina Faso, au moins 63 personnes tuées par une explosion accidentelle dans une mine d’or artisanale[7].
- 25 février : cinq employés de Médecins sans frontières sons enlevés dans l'Extrême-Nord du Cameroun[8].

### Mars
- 1er mars : au Burkina Faso, Paul-Henri Sandaogo Damiba, le chef de la junte au pouvoir, signe un plan pour entamer une transition de trois ans vers la démocratie[9].
- 1er au 2 mars : massacre de Danguèrè Wotoro au Mali.
- 2 mars : au Cameroun, sept personnes, dont un sous-préfet et un maire, sont tuées dans l'attaque de leur convoi par des hommes armés dans le sud-ouest anglophone, en proie à un conflit séparatiste[10].

- 5 mars : au Mali, une attaque jihadiste contre un camp de l'armée malienne à Mondoro dans le centre du pays fait 27 morts parmi les soldats et plusieurs dizaines de "terroristes" ont été "neutralisés" d'après l'armée malienne[11].
- 5 au 17 mars : Le cyclone Gombe tue au moins 53 personnes au Mozambique[12].
- 7 mars : les forces françaises confirment des informations selon lesquelles elles ont tué Yahia Djouadi, haut responsable d'Al-Qaïda d'origine algérienne, lors d'une frappe de drone Au Mali en février 2022[13].
- 10 mars : En République démocratique du Congo, un accident de train fait 75 morts et 125 blessés dont 28 graves[14].
- 16 mars : Au Niger, Un bus d'une compagnie de transport et un camion ont été attaqués par un groupe de jihadistes armés sur l'axe Dori-Téra. Au moins 21 passagers, dont le chauffeur du bus qui revenait de Ouagadougou, ont été tués[15].
- 23 mars : En Somalie, Al-Shabaab tue au moins 48 personnes dans une série d'attaques à Mogadiscio et Beledweyne.
- 31 mars : 150 à 500 habitants du village de Moura, près de Mopti, sont massacrés par l'armée malienne et le Groupe Wagner.

### Avril
- 6 avril : au Burkina Faso, l'ancien président Blaise Compaoré est reconnu coupable de complicité du meurtre du premier président du pays Thomas Sankara[16].
- 8 avril : inondations meurtrières au KwaZulu-Natal en Afrique du Sud.
- 9 avril : élections législatives en Gambie.
- 13 avril : un accident de bus à Assouan (Égypte) fait 10 morts.
- 19 avril : massacre de Hombori au Mali.
- 21 avril : la Communauté d'Afrique de l'Est accepte de mettre en place une force militaire régionale dans l'est de la République démocratique du Congo pour tenter d'y mettre fin aux conflits[17].
- 30 avril : fin de la Saison cyclonique 2021-2022 dans l'océan Indien sud-ouest.

### Mai
- 15 mai :
  - Hassan Sheikh Mohamoud est élu président de la Somalie.
  - le Mali annonce son retrait du G5 Sahel[18].
- 19 mai : attaque de Madjoari au Burkina Faso.
- 21 mai : attaque de Bourzanga au Burkina Faso.
- 22 mai : 30 personnes sont tuées dans le nord-est du Nigeria dans une attaque menée par des djihadistes[19].
- 25 mai : au Sénégal, un court circuit d'un hôpital néonatal déclenche un incendie causant la mort de onze bébés dans un hôpital public de Tivaouane dans l'ouest du pays. Le ministre de la santé est limogé après ce drame[20].
- 28 mai : au Nigeria, au moins 31 personnes sont mortes lors d'une bousculade dans une église de l'État de Rivers, dans le sud du pays[21].
- 29 mai : vingt-quatre civils sont tués et une soixantaine blessés par des séparatistes armés dans le sud-ouest anglophone du Cameroun[22].

### Juin
- 2 juin : un premier cas de variole du singe est confirmé au Maroc[23].
- 4 et 5 juin : bataille d'Andéramboukane au Mali.
- 5 juin : attentat de l'église d'Owo au Nigeria.
- 7 et 8 juin : des rebelles tuent cinq militaires dans l'ouest du Cameroun, tout près d'une région où une guerre meurtrière oppose des groupes armés séparatistes anglophones aux forces de l'ordre[24].
- 9 et 12 juin : attaque et massacre de Seytenga au Burkina Faso.
- 18 juin : massacre de Diallassagou dans le cercle de Bankass au Mali.
- 19 juin : au Mali, vingt civils sons tués par des hommes armés près de Gao et un casque bleu meurt dans l'explosion d'une mine, dans le nord du pays sahélien[25].
- 24 juin : une crise migratoire à Melilla fait au moins 25 morts.
- 25 juin : le Gabon et le Togo rejoignent le Commonwealth.

### Juillet
- 10 juillet :
  - élections législatives en république du Congo.
  - En Afrique du Sud, deux fusillades dans des bars du pays font au moins 19 morts[26].
- 25 juillet : une nouvelle constitution est approuvée lors du référendum constitutionnel en Tunisie.
- 30 juillet : à Madagascar, 32 habitants d'un village périssents après un incendie criminel dans la commune d'Ambolotarakely, dans le district d'Ankazobe[27].
- 31 juillet : élections législatives au Sénégal.

### Août
- 7 août : combat de Tessit au Mali.
- 9 août : élections parlementaires et élection présidentielle au Kenya ; William Ruto est déclaré vainqueur de la présidentielle, mais les résultats, annoncés par le président de la commission électorale, sont rejetés par quatre des sept membres de l'instance[28].
- 10 août : attaque de Butembo en République démocratique du Congo.
- 14 août : en Égypte, un incendie durant une messe dans une église d'un quartier du Caire fait 41 morts dont au moins 18 enfants[29].
- 15 août :
  - les derniers militaires français de l'opération Barkhane quittent le Mali ;
  - les États-Unis imposent des sanctions à trois hauts responsables du cabinet du président libérien George Weah, les accusant de corruption[30].
- 19 août : en Somalie, une attaque des shebab dans un hôtel de Mogadiscio fait 21 morts et plusieurs blessés[31].
- 24 août : élections générales en Angola. le président sortant João Lourenço et son parti, le MPLA, sont déclarés vainqueurs des élections générales angolaises.
- 30 août : en République démocratique du Congo, des militants des Forces démocratiques alliées tuent au moins 40 personnes lors d'une série de raids sur plusieurs villages du Nord-Kivu ; au moins 76 autres ont été kidnappés par le groupe[32].
- 31 août : Le gouvernement éthiopien affirme que le Front de libération du peuple du Tigré a lancé une offensive dans les régions de Wag et Welkait et avance également vers la frontière soudanaise. Les autorités tigréennes affirment que trois frappes aériennes ont frappé la capitale tigréenne de Mekelle, touchant presque un hôpital[33].

### Septembre
- 6 - 8 septembre : bataille de Talataye au Mali.
- 17 septembre : au Sénégal, Amadou Ba est nommé Premier ministre.
- 19 septembre : la Guinée équatoriale abolit la peine de mort[34].
- 23 septembre : début effectif de la saison cyclonique 2022-2023 dans l'océan Indien sud-ouest.
- 25 septembre : élections législatives à Sao Tomé-et-Principe.
- 30 septembre : coup d'État au Burkina Faso.

### Octobre
- 7 octobre : 
  - élections législatives au Lesotho.
  - Au Nigeria, le naufrage d’un bateau surchargé transportant 85 personnes fait 76 morts dans l'État d'Anambra, dans le sud-est du pays[35].
- 20 octobre : au Tchad, de violents heurts opposant police et manifestants à N’Djamena, où des centaines de personnes se sont réunies à l’appel de l’opposition, causent la mort d’une « trentaine » de personnes dont une « dizaine » de membres des forces de sécurité[36].
- 23 octobre : un attentat  à Kismaayo (Somalie) fait neuf morts[37].
- 29 octobre : des attentats à Mogadiscio (Somalie) tuent au moins 100 personnes[37].

### Novembre
- 2 novembre : en Éthiopie, une trêve est signée entre le gouvernement et les rebelles du Tigré[38].
- 6 novembre : le vol Precision Air 494 s'écrase dans le lac Victoria en Tanzanie.
- 12 novembre : 
  - en Égypte, un bus tombe dans un canal du delta du Nil dans le gouvernorat de Dakhleya, tuant 21 personnes[39].
  - signature du traité de paix mettant fin à la Guerre du Tigré.
- 6 au 19 novembre : Conférence de Charm el-Cheikh sur les changements climatiques (COP27) en Égypte.
- 9 au 19 novembre : Championnat d'Afrique des nations féminin de handball 2022 à Dakar (Sénégal).
- 15 novembre : début officiel de la saison cyclonique 2022-2023 dans l'océan Indien sud-ouest.
- 19 et 20 novembre : 18e sommet de la francophonie à Djerba en Tunisie.
- 20 novembre : élections parlementaires et élection présidentielle en Guinée équatoriale, le président Teodoro Obiang Nguema Mbasogo est réélu avec 94,9 % des voix et son parti remporte la totalité des sièges de la Chambre des députés et du Sénat.
- 27 novembre : en Somalie, l'attaque d'un hôtel à Mogadiscio fait au moins neuf morts[40].

### Décembre
- 17 décembre : élections législatives anticipées en Tunisie (1er tour).

#### Articles sur l'année 2022 en Afrique
- Pandémie de Covid-19 en Afrique

#### L'année sportive 2022 en Afrique
- Championnat d'Afrique des nations de football 2022
- Championnats d'Afrique d'athlétisme 2022
- Championnat d'Afrique de basket-ball 2022
- Coupe de la confédération 2021-2022.
- Coupe d'Afrique des nations des moins de 20 ans 2022.
- Ligue des champions de la CAF 2021-2022.

#### L'année 2022 dans le reste du monde
- L'année 2022 dans le monde
- 2022 par pays en Amérique, 2022 au Canada, 2022 aux États-Unis
- 2022 en Europe, 2022 dans l'Union européenne, 2022 en Belgique, 2022 en France, 2022 en Suisse
- 2022 en Afrique • 2022 par pays en Asie • 2022 en Océanie
- 2022 aux Nations unies
- Décès en 2022